# Битев
Бите́в (рос. Бытэв) — село у складі Акшинського району Забайкальського краю, Росія. Адміністративний центр та єдиний населений пункт Битевського сільського поселення.

## Населення
Населення — 438 осіб (2010; 481 у 2002).
Національний склад (станом на 2002 рік):
- росіяни — 100 %